# Port de Bayonne
 (août 2023).
Si vous disposez d'ouvrages ou d'articles de référence ou si vous connaissez des sites web de qualité traitant du thème abordé ici, merci de compléter l'article en donnant les références utiles à sa vérifiabilité et en les liant à la section « Notes et références ».
Le port de Bayonne, anciennement arsenal royal de Bayonne (1666-1836), est un port de commerce français ouvert sur l'océan Atlantique. Son emprise concerne les communes de Bayonne, Anglet et Boucau dans les Pyrénées-Atlantiques et Tarnos dans les Landes. En 2023, il se classe au 13e rang des ports de commerce français. Ancien port militaire de la Marine royale puis de la Marine nationale, il a aussi abrité à partir de 1983 une base navale comportant quelques patrouilleurs légers. Celle-ci a été dissoute en 2015.

## Activité économique
Son trafic annuel oscille autour des 2,5 millions de tonnes. 
Le port de Bayonne est situé à l'estuaire de l'Adour, il bénéficie d'un excellent emplacement logistique.
Il traite les produits des bassins industriels et agro-alimentaires des Landes et des Pyrénées-Atlantiques : 
- le soufre (auparavant recueilli après épuration du gaz de Lacq) est désormais importé pour le compte de la société ADISSEO,
- le pétrole brut extrait à Lacq,
- le maïs à l'exportation,
- les engrais,
- le bois.

Il abrite une aciérie associée à un train continu à billettes laminées en fil machine depuis 2022. Cette usine, créée en 1995 par le groupe espagnol Marcial UCIN basé à Bilbao, appartient aujourd'hui à un autre espagnol, Celsa Group (es).
Un second laminoir se trouve sur le terminal de TARNOS et traite des brames d'acier.

Terminal de stockage de produits chimiques ALKION (produits chimiques liquides).

## Histoire

### XIIe-XVIesiècle
Au Moyen Âge, Bayonne devient un port maritime et fluvial. Le port connaît son âge d'or entre le XIIe siècle et le XIVe siècle, sous la domination anglaise.
La ville est située à la confluence du fleuve Adour et de son affluent la Nive (« la gran mar »), la ville déploie ses activités maritimes sur les deux rives de la Nive. 
En plus, gagnée sur les barthes ou plaines amphibies, la ville basse est le quartier des « ports » intérieurs : canaux remontés par la marée où naviguent de petits bateaux (tilholes, galupes).
L'activité portuaire repose essentiellement sur celle des chantiers navals qui construisent des navires de haute mer (nefs, galées, pinasses…).
Les relations commerciales sont prospères avec la Navarre, la Gascogne en liaison avec le port de Mont-de-Marsan, la Flandre, les villes hanséatiques et surtout avec l’Angleterre.
Pour maintenir et développer cette activité majeure pour la ville, les Bayonnais tentent de lutter pour dominer le fleuve et son embouchure sur l'océan Atlantique.
Durant le Moyen Âge, l’Adour se jette dans l'Océan  à Capbreton, véritable avant-port à une quinzaine de kilomètres de Bayonne.
Vers 1410-1430, des phénomènes naturels déplacent l'embouchure plus au nord, à 32 km de la ville, entraînant le déclin des activités maritimes.
En 1578, un chantier colossal se termine, mené par l’ingénieur Louis de Foix; un estuaire artificiel est créé à 6 km de la cité.
Cette ouverture du Boucau neuf bonifie la ville et les pays des environs… ce qui explique les noms des lieux géographiques appelés Le Boucau et Le Vieux-Boucau : Vieux-Boucau-les-Bains.

### XVIIesiècle
Au XVIIe siècle, Bayonne est reconnue comme un port de grand trafic. Il concentre désormais ses activités sur les rives de l'Adour, de part et d'autre du pont Saint-Esprit. En aval, rive droite, Colbert crée en 1666 l'arsenal du roi qui fournit les bateaux notamment lors de guerres maritimes. La guerre de course, menée par les corsaires du roi, relance régulièrement la construction navale sous l'Ancien Régime.

#### 1973 et 1992, pollution au monazite
Pendant cette période Fertiladour achemine de la monazite et la broie dans son usine. La société est accusée d'avoir dispersé les poussières issues de ce broyage à proximité de l'usine. Le problème resurgit, car la construction d'une zone commerciale en lieu et place de l'usine est actuellement à l'étude.

### XXIesiècle
Le conseil régional d'Aquitaine est devenu propriétaire du port de Bayonne le 8 septembre 2006, dans le cadre de la loi du 13 août 2004 prévoyant le transfert des 17 ports d'intérêt national français aux régions. 
Sa gestion est assurée pour l'instant par la Chambre de commerce et d'industrie de Bayonne Pays basque au travers une délégation de service public.

## Galerie

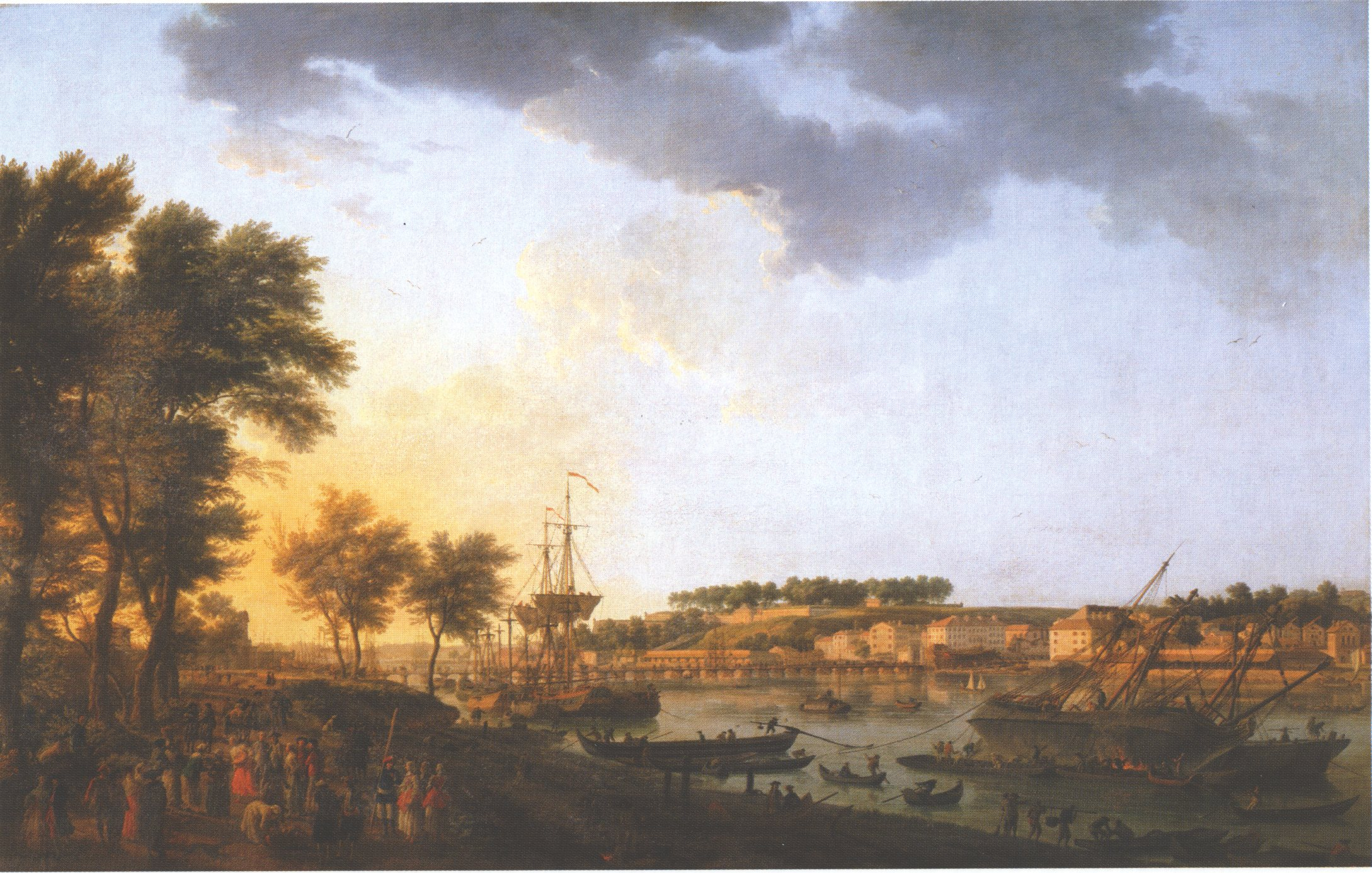
Le port de Bayonne par Claude Joseph Vernet, 1760
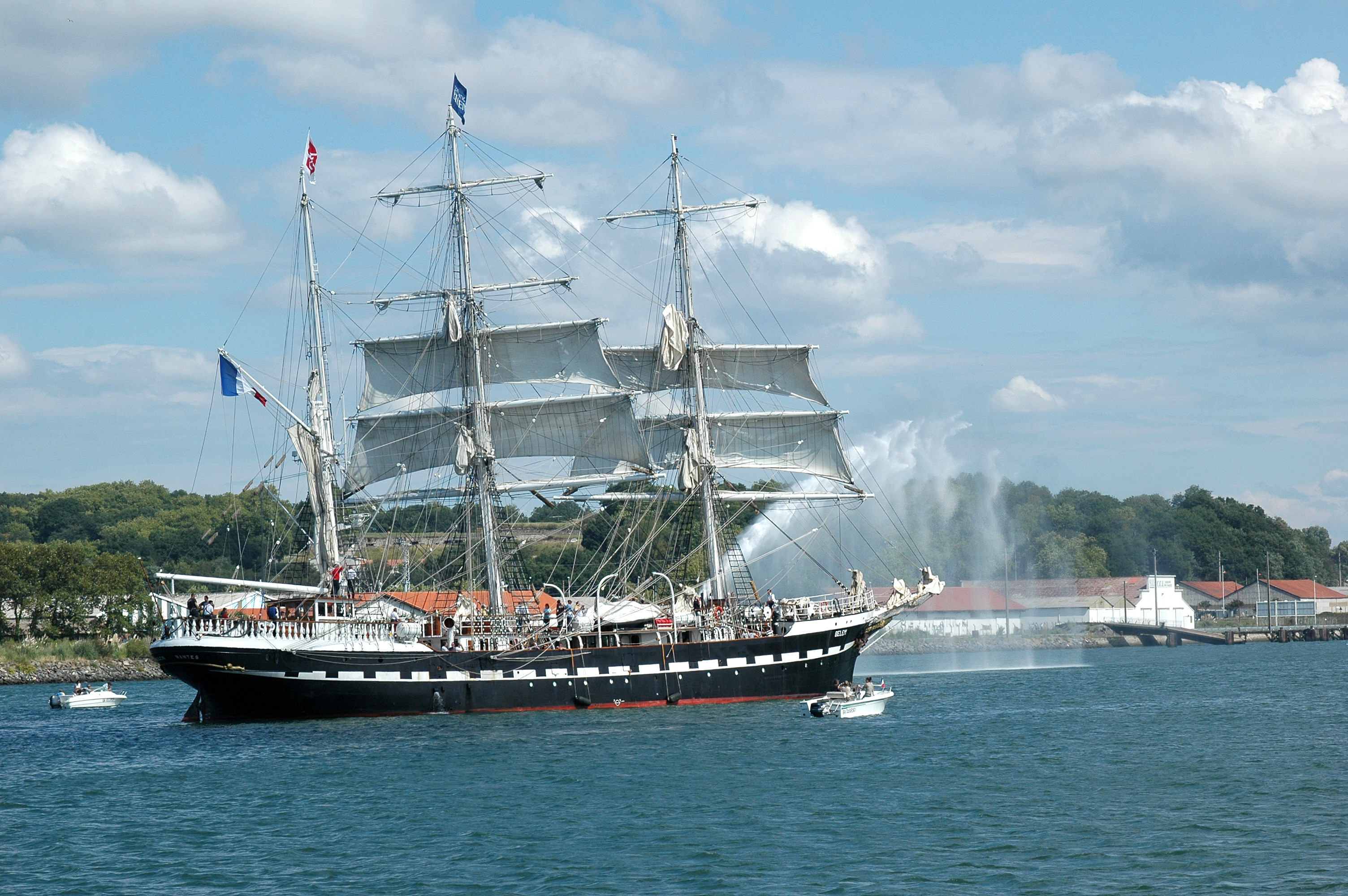
19 août 2006, entrée du Belem dans le port, (Adour)
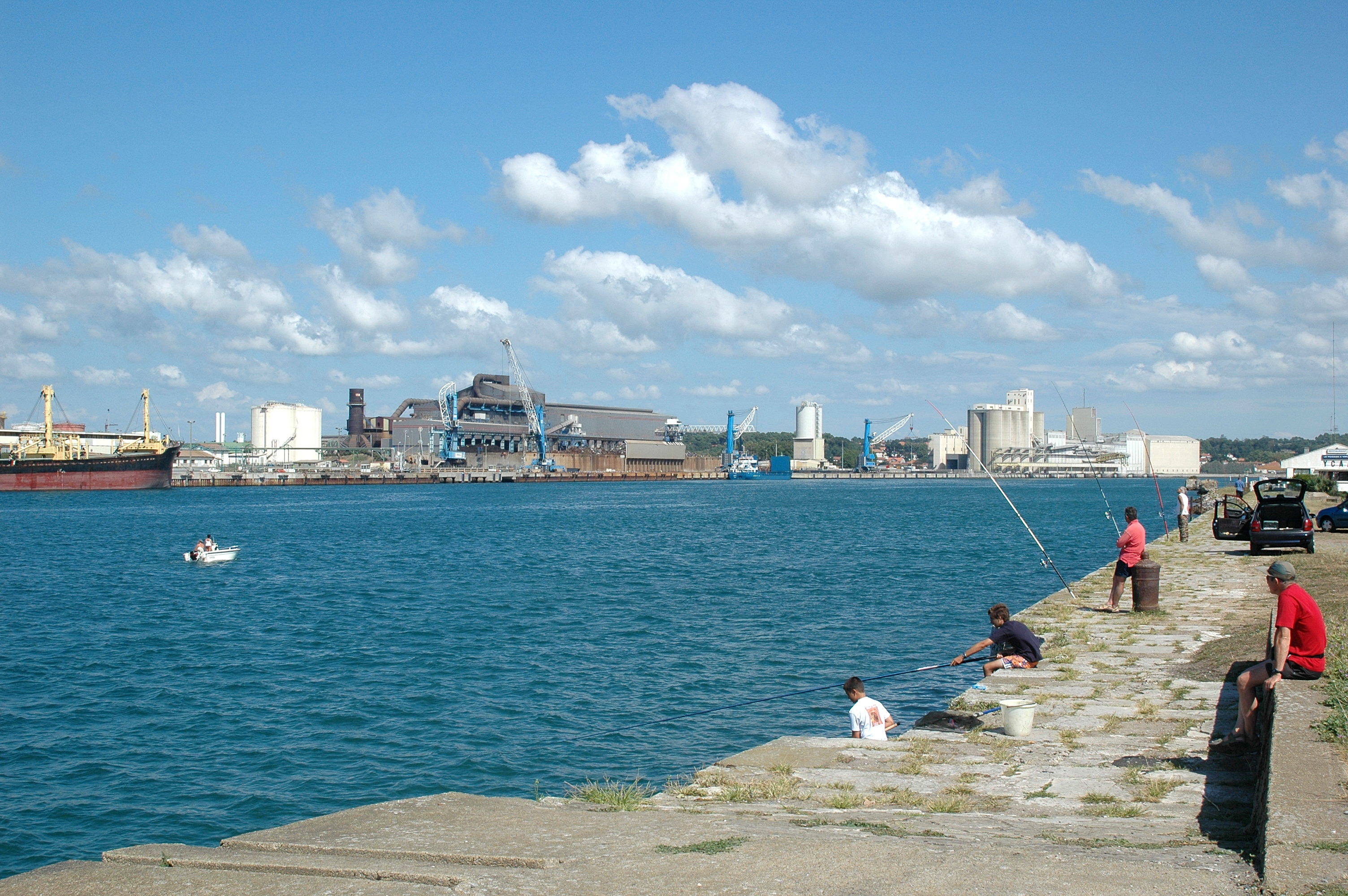
Vue du port
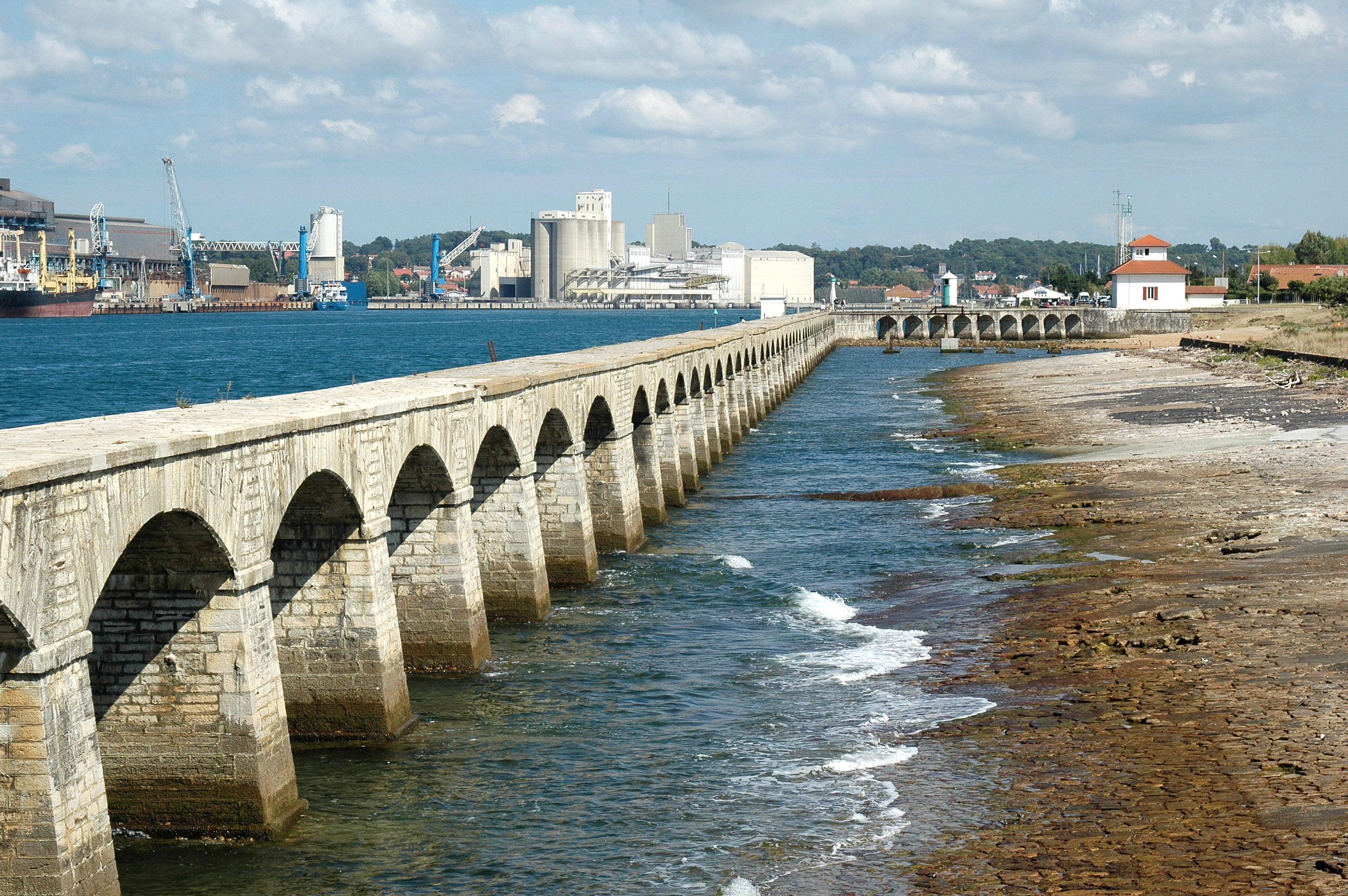
Vue du port